# San’yō-Onoda
San’yō-Onoda (japanisch 山陽小野田市 San’yō-Onoda-shi) ist eine kreisfreie Stadt im Südwesten der Präfektur Yamaguchi in Japan.

## Geographie
San’yō-Onoda liegt östlich von Shimonoseki und westlich von Ube an der Seto-Inlandsee.

## Geschichte
Die Stadt San’yō-Onoda wurde am 22. März 2005 aus der Stadt Onoda (小野田市, -shi) und der Gemeinde San’yō (山陽町, -chō) des Landkreises Asa gegründet.
Der Asteroid (7678) Onoda wurde nach der Stadt benannt.

## Weblinks

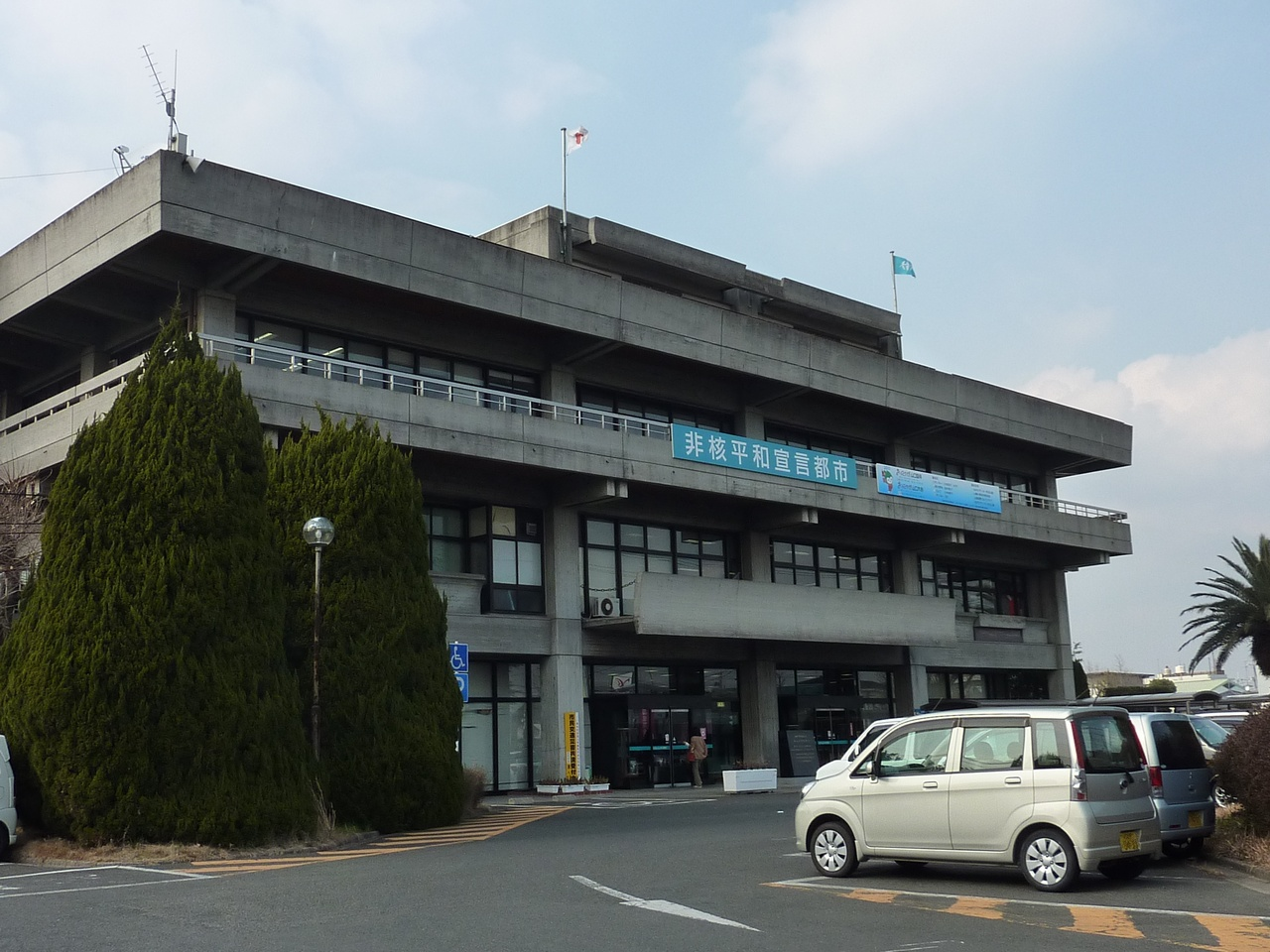
Rathaus von Sanyo-Onoda

## Verkehr

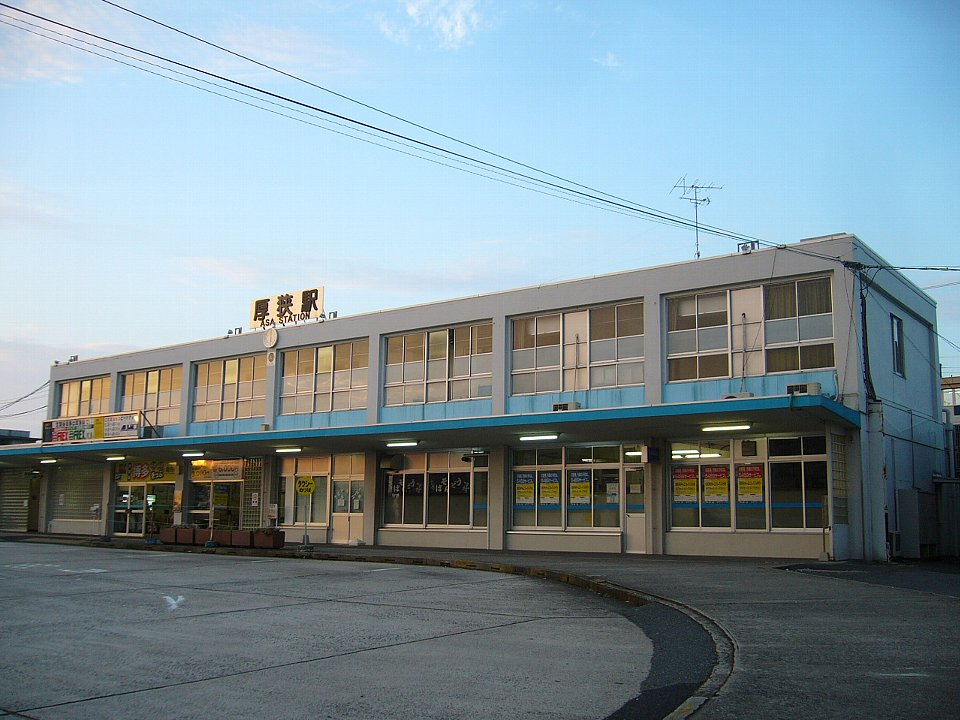
Bahnhof Asa

- Zug:
  - JR San’yō-Shinkansen
  - JR San’yō-Hauptlinie
  - JR Onoda-Linie
  - JR Mine-Linie
- Straße:
  - San’yō-Autobahn
  - Chūgoku-Autobahn
  - Nationalstraße 2
  - Nationalstraße 9
  - Nationalstraße 190, 316

## Angrenzende Städte und Gemeinden
- Ube
- Shimonoseki
- Mine